# 奥比·莫尼克
奥比·莫尼克（Obi Moneke，1983年11月2日—），尼日利亚足球运动员，司职中场。

## 在中国踢球经历
奥比于2008年到中国効力河南建业兩年后，在2010年赛季结束后河南建业的韩国籍新任主教练金鹤范放弃了除内托外的所有外援。
2011年7月，中甲球队贵州智诚宣布与奥比签约，奥比为球队在中甲出场8次打进1球。